# رؤیاهای شیرین (ترانه جی-هوپ و میگل)
«رؤیاهای شیرین» (انگلیسی: Sweet Dreams) ترانه‌ای از جی-هوپ، رپر اهل کره جنوبی از گروه بی‌تی‌اس با همکاری میگل، خواننده آمریکایی است که در ۷ مارس ۲۰۲۵ منتشر شد. این ترانه توسط جی-هوپ، جانی گلدستاین (که تهیه‌کنندگی آن را نیز بر عهده داشته)، شان داگلاس، سم مارتین و ترون توماس نوشته شده است.

## پیش‌زمینه
در ۲۶ فوریه ۲۰۲۵، جی-هوپ انتشار این ترانه را اعلام کرد و تصویر جلد آن را نیز به اشتراک گذاشت. «رؤیاهای شیرین» نخستین اثر انفرادی او پس از پایان خدمت سربازی‌اش در اکتبر ۲۰۲۴ به‌شمار می‌رود.

## جدول‌های موسیقی
| جدول (۲۰۲۵)                       | بالاترین جایگاه |
| ۶۰                                |                 |
| --------------------------------- | --------------- |
| کانادا (۱۰۰ تک‌آهنگ داغ کانادا)    | ۷۹              |
| سی‌آی‌اس ایرپلی (تاپ‌هیت)            | ۳۲              |
| ۲۰۰ آهنگ جهانی (بیلبورد)          | ۱۶              |
| ژاپن (۱۰۰ آهنگ داغ ژاپن)          | ۸۴              |
| تک‌آهنگ‌های دیجیتال ژاپن (اوریکون)  | ۷               |
| قراقستان ایرپلی (تاپ‌هیت)          | ۲۷              |
| تک‌آهنگ‌های داغ نیوزیلند (آرام‌ان‌زی) | ۸               |
| فیلیپین (فیلیپین هات ۱۰۰)         | ۳۸              |
| روسیه ایرپلی (تاپ‌هیت)             | ۲۳              |
| سنگاپور (آرآی‌ای‌اس)                | ۲۱              |
| کره جنوبی (سرکل)                  | ۴۹              |
| تایوان (بیلبورد)                  | ۱۹              |
| تک‌آهنگ‌های بریتانیا (اوسی‌سی)       | ۴۲              |
| آراندبی/هیپ هاپ بریتانیا (اوسی‌سی) | ۱۲              |
| مستقل بریتانیا (اوسی‌سی)           | ۱۰              |
| بیلبورد هات ۱۰۰ ایالات متحده      | ۶۶              |
| ویتنام (آی‌اف‌پی‌آی)                 | ۱۷              |

| جدول (۲۰۲۵)              | جایگاه |
| ------------------------ | ------ |
| سی‌آی‌اس ایرپلی (تاپ‌هیت)   | ۴۰     |
| قزاقستان ایرپلی (تاپ‌هیت) | ۴۱     |
| روسیه ایرپلی (تاپ‌هیت)    | ۲۷     |
| کره جنوبی (سرکل)         | ۷۱     |

## تاریخچه انتشار
| منطقه | تاریخ        | فرمت                              | ورژن        | ناشر    | منابع  |
| ----- | ------------ | --------------------------------- | ----------- | ------- | ------ |
| مختلف | ۷ مارس ۲۰۲۵  | سی‌دی تک‌آهنگ دانلود دیجیتال استریم | Original    | بیگ هیت | [ ۲۳ ] |
| مختلف | ۷ مارس ۲۰۲۵  | سی‌دی تک‌آهنگ                       | بی‌کلام      | بیگ هیت | [ ۲۴ ] |
| مختلف | ۱۱ مارس ۲۰۲۵ | دانلود دیجیتال استریم             | zzZ remixes | بیگ هیت | [ ۲۵ ] |
| مختلف | ۱۸ مارس ۲۰۲۵ | دانلود دیجیتال استریم             | FnZ remix   | بیگ هیت | [ ۲۶ ] |